# 自溶 (生物学)

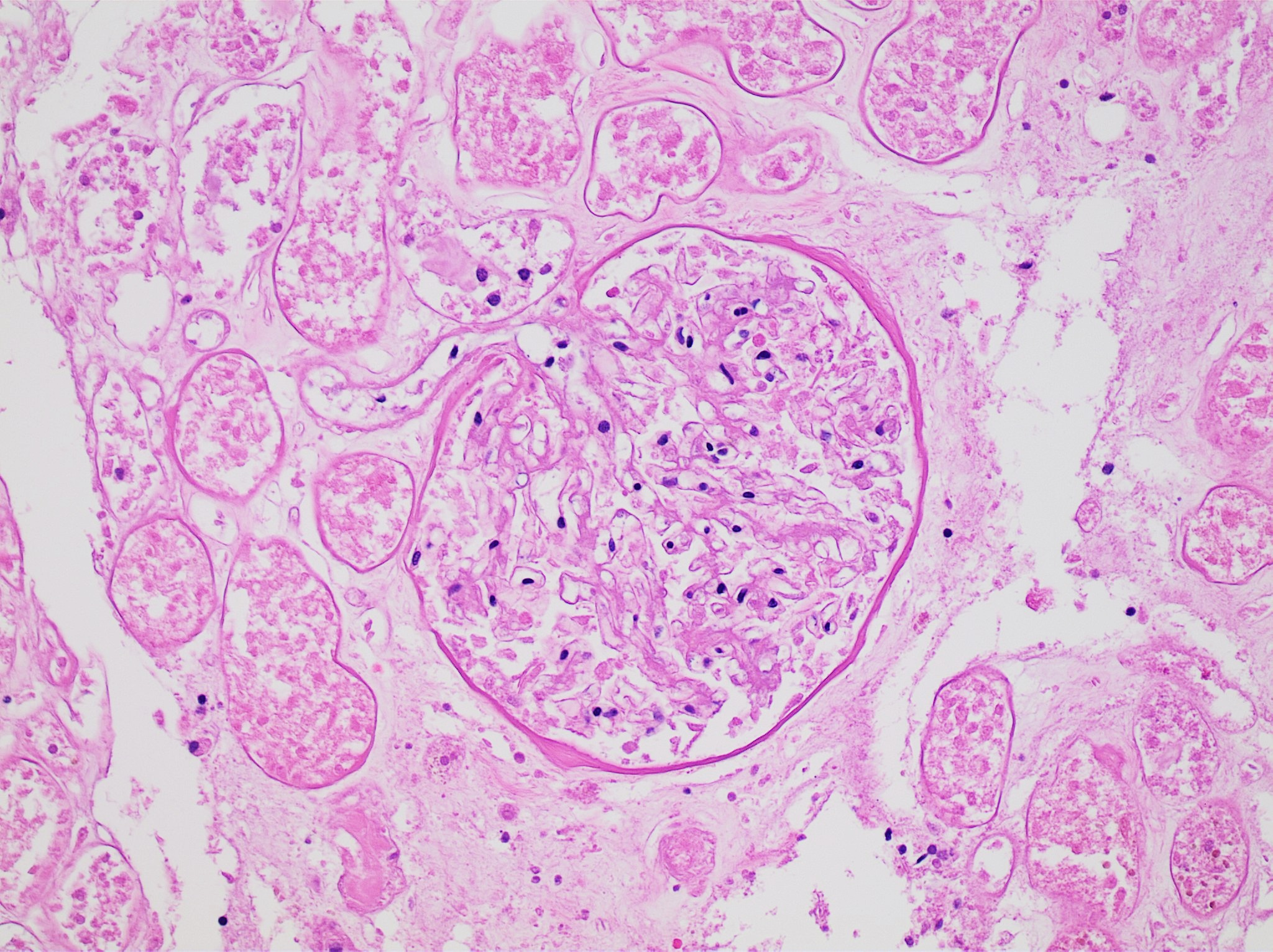
肾的组织病理学表现为自溶，其他方面无明显变化。中央有一个肾小球，被肾小管包围。

自溶，即自身溶解，俗稱自我消化，指的是细胞被自己的酶分解而被毀滅。它也可以指酶被同样的酶的另一个分子消化的過程。
该词源于希腊语αὐτο-(「自我」)和λύσις(「分裂」)。

## 自溶的机理
自溶在正常存活的成年生物体中并不常见，其通常发生在坏死组织中。这是因为在坏死组织中，酶作用在了通常不作为底物的细胞成分。自溶由呼吸衰竭和随后氧化磷酸化的失败触发，然后由细胞溶酶体释放消化酶到细胞质開始。这些酶因細胞停止活动而被动地釋放出來。由于高能分子的可用性和随后的缺失，这导致细胞缺乏维持细胞完整性和维持稳态所需的分子，从而导致细胞的生化运作发生显著变化。如果在細胞的分馏後把细胞器存储在冰冷等张的缓冲液中，单个細胞的细胞器的自溶可以减少。

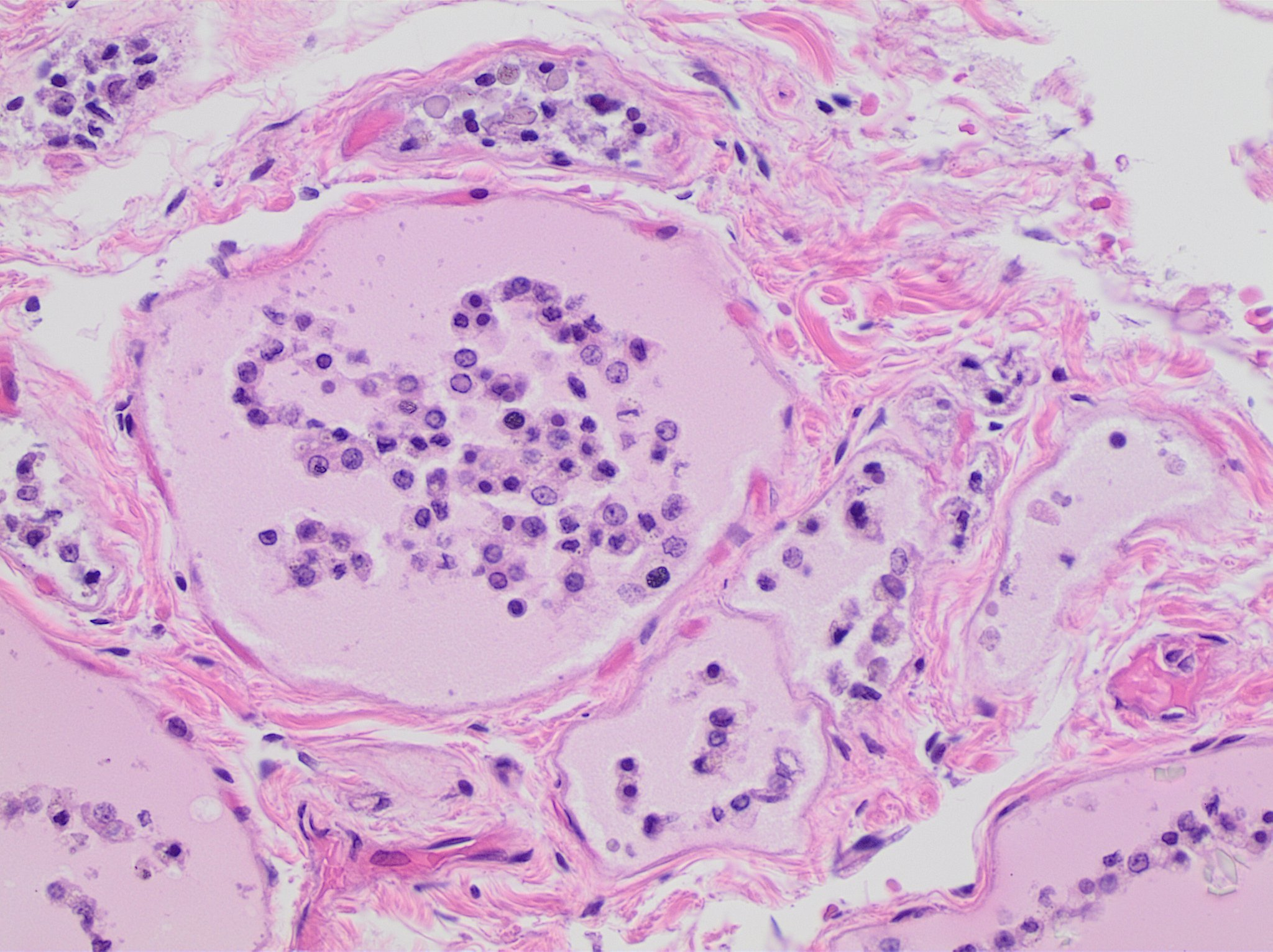
尸检时甲状腺实质的组织病理学可见自溶性改变，甲状腺滤泡细胞脱落进入滤泡。

在被称为氧化磷酸化的一系列生化反应中，分子氧作为终端电子受体，最终负责ATP的合成，ATP是其他热力学不利的细胞过程的主要能量来源。分子氧无法传递到细胞，导致代谢转变为厌氧糖酵解。其中葡萄糖被转化为丙酮酸，低效地产生ATP。糖酵解的ATP产率比氧化磷酸化低，并产生酸性副产物，降低细胞的pH值。
有限的ATP合成损害了许多细胞运输机制，这些机制利用ATP驱动能量不利的过程，将离子和分子运输穿过细胞膜。例如，细胞的膜电位是由钠钾atp酶泵维持的。由于钠离子在细胞内积聚，钾离子通过离子通道丢失，泵故障导致膜电位的损失。膜电位的丧失促使钙离子进入细胞，随后在渗透压的驱动下，水也进入细胞。水潴留、离子变化和细胞酸化会破坏膜结合的细胞内结构，包括溶酶体和过氧化物酶体。
溶酶体是膜结合的细胞器，通常含有广泛的酶，能够水解多糖、蛋白质、核酸、脂质、磷酸酰基酯和硫酸盐。这个过程需要酶和底物通过单一的胞内膜进行区隔和分离，以防止对其他胞内成分的不必要破坏。在正常情况下，细胞的分子机制通过调节胞质pH免受溶酶体酶活性的影响。溶酶体水解酶的活性在中等酸性pH值为5时达到最佳，这比周围胞质中更基本的平均pH值7.2要酸性得多。然而，糖酵解产物的积累降低了细胞的pH值，降低了这种保护作用。此外，细胞内因水潴留而损坏的溶酶体膜会将溶酶体酶释放到细胞质中。由于胞质pH值降低，这些酶很可能是活跃的，因此可以自由地利用细胞成分作为底物。
过氧化物酶体通常负责分解脂质，特别是长链脂肪酸。在缺乏活跃的电子传递链和相关的细胞过程的情况下，在脂质分解中没有代谢伙伴来还原等价物。在自溶方面，过氧化物酶体为脂肪酸和活性氧提供了分解代谢潜力，当过氧化物酶体膜被水潴留和其他分解代谢酶消化破坏时，它们被释放到细胞质中。

## 應用
在伤口的治癒過程中，自溶清創術可以是一个有用的过程。这种方法分解和液化死亡的组织，以便它可以被洗掉或被血流携带走。 现代的伤口敷料可以帮助保持伤口湿润，并促進治疗进程。
在食品行业中，自溶是指通过各种酶的作用杀死酵母细胞并促进其细胞分解的过程。产生的自溶酵母可用作调味品或风味增强剂。对于酵母提取物来说，当这一过程由添加盐触发时，被称为质壁分离。
在酿造发酵饮料中，当葡萄浆或麦芽汁在酒渣中放置时间过长时，可能会发生自溶现象。在啤酒酿造期間，自溶會产生异味。在葡萄酒的酿造中，人们通常不希望出现自溶，但在最高品質的香槟中，这是創造風味和口感不可缺少的一个组成部分。

## 另見
- 程序性细胞死亡
- 维吉麦